# 9 Oszmiańska Brygada Armii Krajowej
9 Oszmiańska Brygada AK – polski oddział partyzancki Okręgu Wilno Armii Krajowej.
Dowódcą brygady był chor. Jan Kolenda ps. "Mały".
W lipcu 1944 w ramach Zgrupowania nr 3 Okręgu AK Wilno, brygada wzięła udział w Operacji „Ostra Brama”. Przez kilka dni kwaterowała w Dukielach w gminie Rudomino. W tym czasie liczyła ok. 300 partyzantów.
O świcie 18 lipca 1944, na obrzeżach Puszczy Rudnickiej, 9 Brygada Armii Krajowej została rozbrojona przez zmotoryzowane oddziały Armii Czerwonej.

## Formowanie
Na początku kwietnia 1944 polskie oddziały partyzanckie działające w Inspektoracie „F” mocno powiększyły swój stan liczbowy i zostały przekształcone w brygady. Z IV oddziału partyzanckiego pod dowództwem chor. Jana Kolendy ps „Mały” została zorganizowana 9 Brygada Armii Krajowej.
Pod koniec kwietnia wyznaczono koncentrację Zgrupowania nr 3 Okręgu Wilno Armii Krajowej. Miała ona nastąpić w rejonie miejscowości Klewica, Graużyszki, Wojsznaryszki. 9 Brygada stawiła się na koncentrację i została zakwaterowana w Graużyszkach. Liczyła wtedy około 90 uzbrojonych żołnierzy–partyzantów.

## Działania brygady
W kwietniu 1944 brygada przeprowadziła kilka akcji. 15 kwietnia zajęła litewską wieś Knistuszki i rozbroiła członków samoobrony litewskiej. Następnego dnia stoczyła potyczkę z niemiecko-litewską ekspedycją karną.
12 maja w Graużyszkach odbyła się odprawa koordynacyjna dowódców brygad 3 Zgrupowania. Uczestniczył w niej też komendant okręgu ppłk „Wilk”. Plan działania przedstawił mjr „Jarema”. Przewidywał on rozbicie czterech kompanii z korpusu posiłkowego gen. Plechaviciusa stacjonujących w Murowanej Oszmiance. Brygada otrzymała zadanie ubezpieczać i osłaniać akcję.
W pierwszej dekadzie czerwca brygady 3 Zgrupowania otrzymały rozkaz zlikwidowania posterunku policji litewskiej w Holszanach rozmieszczony w budynku szkoły. 9 Brygada pozostawała w odwodzie. Akcję zaplanowano na 8 czerwca, początek akcji – 23.00. Niestety, jeszcze przed 23.00, do Holszan przybyła kolumna 5 niemieckich czołgów. W tych warunkach nastąpiło odwołanie akcji. Wszczęcie walki oznaczało spalenie wielu zabudowań w samym mieście.
Po akcji na Holszany brygada zajęła tereny wokół Kucewicz. Doszło tu do starcia z sowieckimi partyzantami, którzy według polskich relacji, rabowali wieś Kucewicze. Była to brygada sowieckich partyzantów im. Gastełło Manochina i 1 Witebska Brygada Potapienki, które jeszcze 5 czerwca sforsowały Wilię i po przekroczeniu toru kolejowego Mołodeczno-Wilno, podeszły pod Krewo. z Sowietami walczono też pod Tołmuciszkami. Według meldunku Manochina, dwie brygady sowieckie zmuszone zostały do wycofania się z tych terenów na skutek działania przeważających sił polskich. 13 czerwca 1944 roku sowieccy partyzanci po oderwaniu się z walką od brygad polskich, według meldunku Manochina, po 60 km marszu osiągnęli Wojstom. Dalej w swym meldunku Manochin stwierdza, że tereny Oszmiańszczyzny w czerwcu 1944 roku „były kontrolowane przez białopolaków, którzy przeprowadzili tutaj dużą pracę w organizacji wrogiego nam podziemia”.
W sumie, w okresie od kwietnia do czerwca 1944 brygada przeprowadziła 9 akcji bojowych.

### Działania w okresie Akcji „Burza”
W końcu czerwca brygada weszła w skład Zgrupowania nr 3 Okręgu Wilno Armii Krajowej. 
W pierwszych dniach lipca na te tereny spłynęły z lasów oddziały sowieckiej partyzantki, które żądały złożenia broni przez polskie oddziały. Prawdopodobnie z tej przyczyny 9 Brygada nie mogła wykonać dywersji i sabotażu w ramkach akcji „Burza”. Z powodu przyspieszonego natarcia sowieckiego brygada przesunęła się w kierunku Wilna, na pozycje wyjściowe do uderzenia na Wilno.
Walki w ramach operacji „Ostra Brama”
9 Brygada wyruszyła ze Szwajcar na podstawy wyjściowe do natarcia usytuowane na południowym skraju wsi Góry. Otrzymała rozkaz uderzyć w  kierunku na Rossę. Początek natarcia ustalono na 24:00. W rzeczywistości uderzono o świcie 7 lipca. Brygada, nie ponosząc większych strat, dotarła do bunkrów niemieckich na Hrybiszkach i zaatakowała je. Niemcy poddawali się.  Z bunkra wyszedł podoficer i kilku żołnierzy.  „Mały”, nie przeczuwając podstępu, wyszedł ze swoim gońcem do przodu. W tym momencie padła  seria z karabinu maszynowego i dowódca oddziału partyzanckiego zginął na miejscu. Incydent ten zatrzymał pomyślnie rozwijające się natarcie polskie. Nieprzyjaciel rozpoczął  ostrzał artyleryjski. Do akcji weszły samoloty. 9 Brygada rozproszyła się i cofnęła. 
Dowództwo  objął por. Jan Dubiski ps. „Gracz”.

## Obsada personalna
- Dowódcy

chor. Jan Kolendo ps. „Mały”
kpt. Jan Dubiski ps. „Gracz”
- zastępca dowódcy - ppor. Eugeniusz Stosuj ps. „Kozioł”
- lekarz - dr Tadeusz Wiszniewski ps. „Hel”
- łącznik - „Fiołek”